# 쿵푸 팬더: 용의 기사
《쿵푸 팬더: 용의 기사》(영어: Kung Fu Panda:The Dragon Knight)는 미국의 애니메이션 시리즈이다.

## 목소리 출연
- 믹 윙거트 - 포
- 프레드 태터쇼어 - 시푸
- 카리 월그런 - 티그리스
- 루시 류 - 바이퍼
- 제임스 시 - 몽키
- 제임스 홍 - 미스터 핑